# Agriotella
Agriotella is een geslacht van kevers uit de familie  
kniptorren (Elateridae).
Het geslacht is voor het eerst wetenschappelijk beschreven in 1933 door Brown.

## Soorten
Het geslacht omvat de volgende soorten:
- Agriotella bigeminatus (Randall, 1838)
- Agriotella californica (Schaeffer, 1917)
- Agriotella columbiana Brown, 1933
- Agriotella debilis (LeConte, 1884)
- Agriotella fusca Lane, 1965
- Agriotella occidentalis Brown, 1933